# Petit Palais

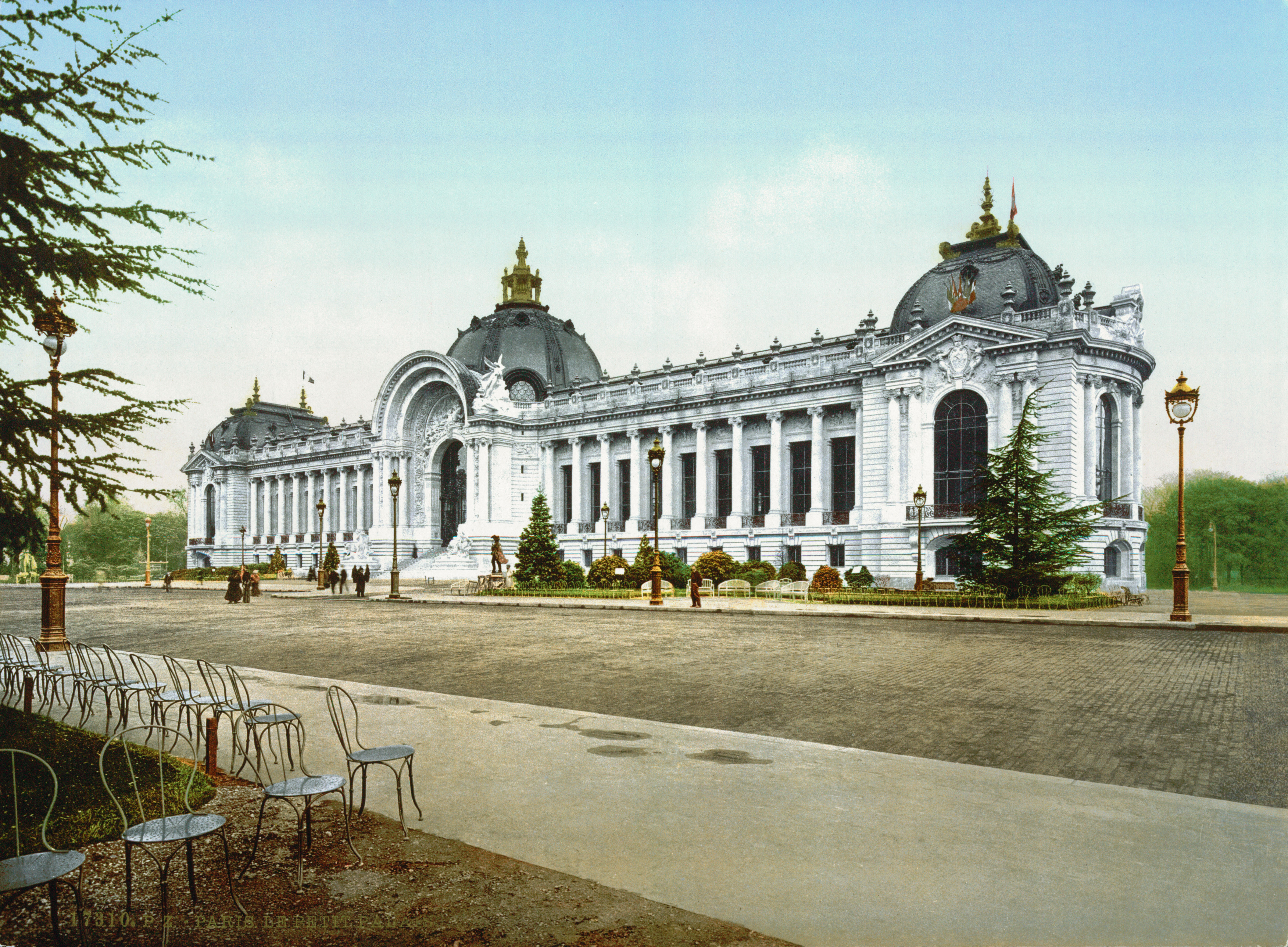
O Petit Palais em 1900

O Petit Palais é um edifício histórico e museu das belas artes situado no 8º Arrondissements de Paris, na avenida Winston Churchill, zona dos Champs Élysées. O edifício foi construído pelo arquitecto Charles Girault para a Exposição Universal de 1900, fazendo parte de um conjunto monumental com o Grand Palais e a Ponte Alexandre III.

## História
Charles Girault concebeu para o Petit Palais uma planta trapezoidal, em estilo eclético, organizada em volta dum jardim semi-circular cercado por um peristilo. Os espaços de exposição situam-se no primeiro andar, sendo o rés-do-chão reservado, originalmente, aos gabinetes e depósitos. 
A fachada, ornamentada por uma colunata jónica, tem cerca de 150 metros de comprimento, possuíndo ao centro um grande pórtico monumental coroado por uma cúpula. O interior apresenta galerias iluminadas apenas pela luz natural, com o recurso a grandes superfícies vidradas, cúpulas transparentes e uma série de largas janelas, permitindo uma maior integração do interior com o exterior. A decoração completa-se com numerosos baixos relevos.
Aberto como museu no dia 11 de Dezembro de 1902, com o nome de Palácio das Belas Artes da Cidade de Paris, recebeu uma rica decoração de pinturas murais entre o ano da sua inauguração e 1925. A decoração escultórica é igualmente significativa, com diversas figuras alegóricas, bustos e relevos. Os elementos em ferro forjado são parte essencial da decoração, sendo especialmente notáveis no portão da entrada e nas escadarias. O prédio também é ornamentado com vitrais, mosaicos e pisos com pedras nobres, num conjunto luxuoso e imponente.
A fachada do Musée royal de l’Afrique centrale (Museu Real da África Central) de Tervuren, na Bélgica, igualmente desenhado por Charles Girault, viria a retomar, em parte, a composição e os motivos do Petit Palais.
A arquitectura do Petit Palais lembra muito significativamente a da Ópera de Saigon, na antiga capital da Indochina francesa, actualmente no Vietnam, construída igualmente naquele ano de 1900.

## As colecções
O acervo começou a ser formado com a reunião de obras financiadas pela municipalidade de Paris a partir de 1870, através de salões de arte ou encomendadas directamente a artistas. Desde então, a colecção tem sido ampliada constantemente por grandes doações, possuíndo actualmente peças datadas entre antiguidade clássica e o fim do século XIX. As colecções do século XX encontram-se no Palais de Tokyo. É especialmente importante a coleção de ícones ortodoxos, a maior da França.

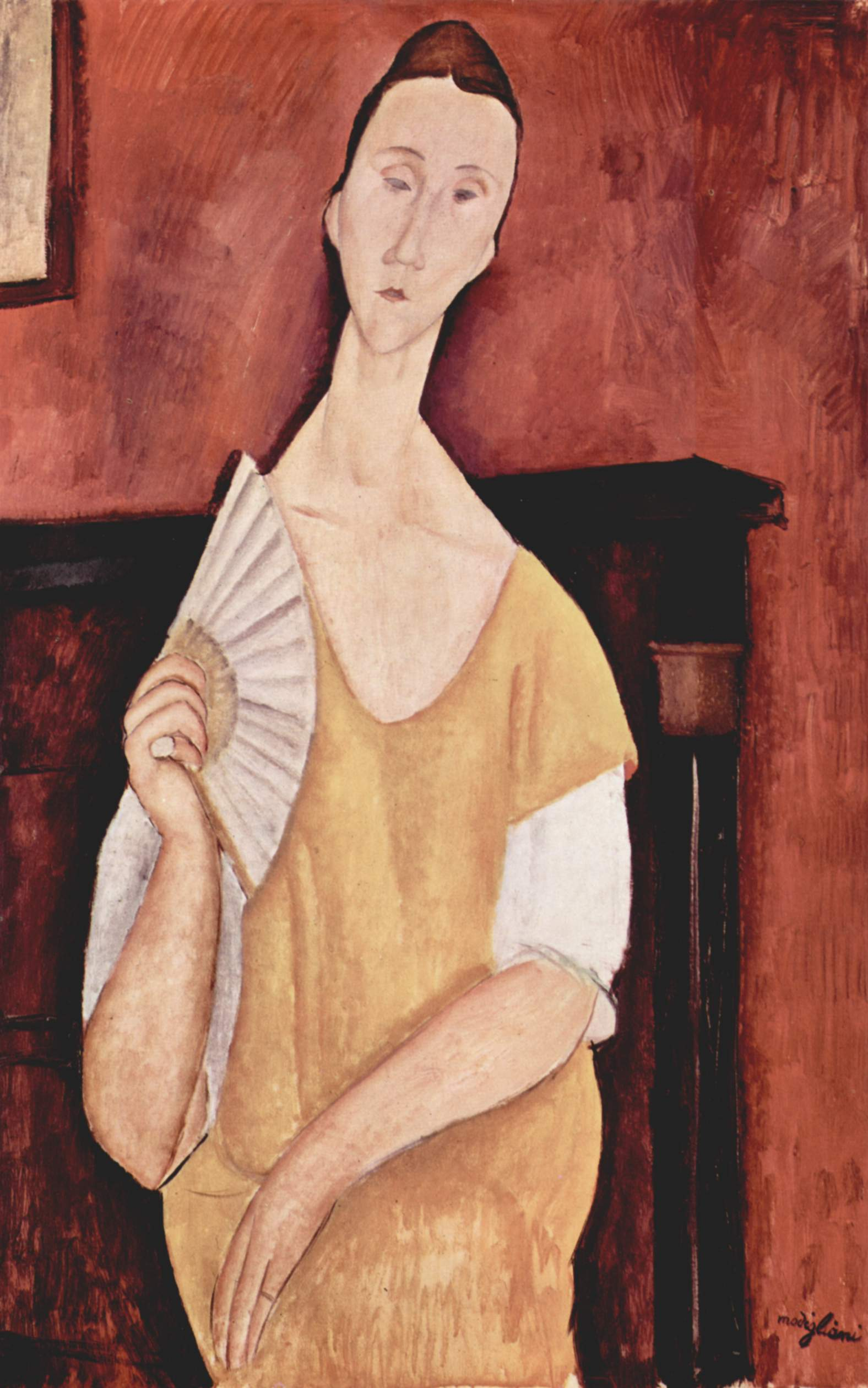
Modigliani: Retrato de Lunia Czechowska com um leque

A museografia escolhida para as exposições é mista, com peças de vários géneros expostas num mesmo espaço, o que permite confrontos e complementações, enriquecendo a apreciação dos desenvolvimentos estilísticos e das influências mútuas entre as várias modalidades da arte de cada período focado, sempre numa abordagem pedagógica. Uma das suas alas é dedicada às exposições permanentes e a outra às temporárias.
De entre as doações recebidas podem citar-se as mais importantes:
- Eugène e Auguste Dutuit cederam as suas colecções em 1902, enriquecida com quase 20.000 peças e comportando diversas obras maiores da Escola Holandesa (entre as quais um auto-retrato de Rembrandt e o Enlèvement de Proserpine de Rubens), antiguidades greco-romanas, objectos de aret da Idade Média e do Renascimento, além de gravuras e desenhos de de vários mestres, como Martin Schongauer, Albrecht Dürer, Rembrandt e Fragonard, entre outros.
- Edward e Julia Tuck cederam em 1930 a sua colecção de objectos de arte francesa do século XVIII.
- Ambroise Vollard cedeu várias obras modernas ao museu, entre as quais podem citar-se o Portrait d'Ambroise Vollard au chat, por Pierre Bonnard (1924), ou um outro retrato do mecenas por Paul Cézanne (1899).
- Roger Cabal legou ao museu a já citada colecção de ícones em 1998.

Paralelamente a estas doações, o museu via adquirir numerosas obras, entre as quais vários quadros de Gustave Courbet.
A colecção está organizada nos seguintes departamentos:

### Paris 1900
Compreende a arte do simbolismo, impressionismo e das vanguardas da época, com pinturas de Cézanne, Bonnard, Renoir, exemplos da arte oficial dos grandes salões, esculturas de Maillol, Rodin e Camille Claudel, e grande variedade de objectos decorativos art nouveau, incluindo vidros Gallé e bijuterias e jóias de Lalique.

### Século XIX
Compreendendo peças desde a Restauração até à III República, com arte decorativa, uma secção de gravuras com peças de Gustave Doré, pinturas de Géricault, Delacroix, Monet, Sisley, Pissarro, Cabanel, Chassériau, e esculturas de Jean-Baptiste Carpeaux.

### Século XVIII
Esta secção está exposta em quatro salas especiais, com tapeçarias, mobiliário, peças decorativas em metais preciosos, porcelanas e esmaltes. A pintura concentra-se na escola francesa, com exemplares de Hubert Robert, Fragonard, David e outros mestres.

### Século XVII
Constituída principalmente pela doação de Auguste e Eugène Dutuit, com livros, desenhos, gravuras e um notável grupo de pinturas holandesas.

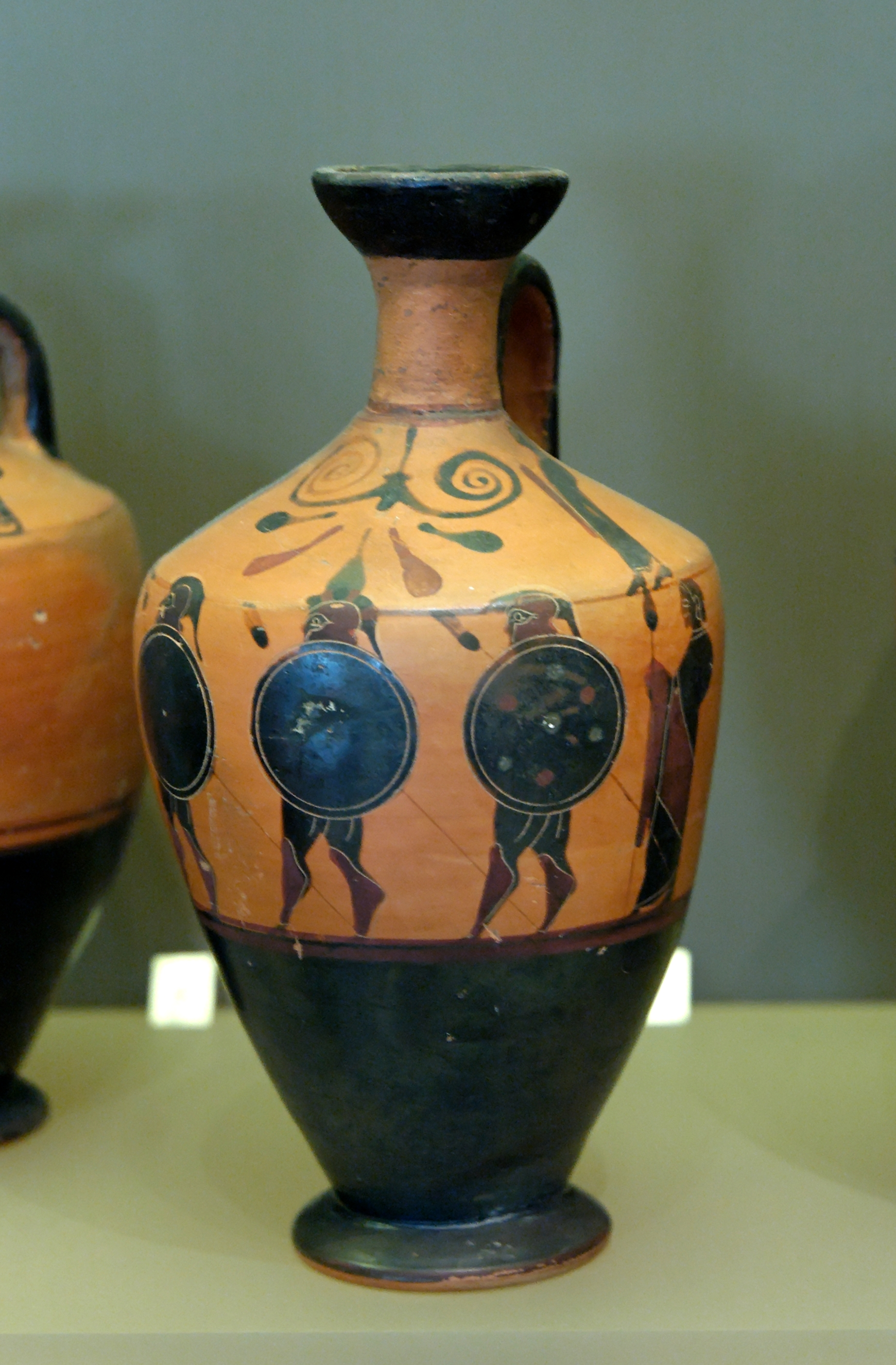
Lécito, Grécia, século VI a.C.

### Renascimento
Conta com pinturas, móveis, objectos decorativos da França, Itália, norte europeu e mundo islâmico. Destacam-se os vidros de Veneza, as faianças mouriscas, as majólicas italianas, cerâmicas de Iznik, e a secção de medalhas, relógios e pequenos bronzes italianos.

### Mundo Cristão ocidental
Agrupa objectos decorativos, pinturas e esculturas que ilustram vários aspectos da vida religiosa dos grandes centros da Idade Média nos Países Baixos, Alemanha, França e Itália, com marfins, esmaltes, manuscritos e um belo conjunto de estátuas em madeira da Alemanha e sul da Áustria.

### Mundo Cristão oriental
Constituída principalmente por ícones doados por Roger Cabal, formando a mais importante colecção deste tipo de peças em toda a França, originárias da Grécia, Império Bizantino e Rússia.

### Antiguidade Grega e Romana
Apresenta uma rara colecção de obras de virtuosismo em várias técnicas, com bronzes do período arcaico grego, vasos de necrópoles italianas e terracotas mediterrânicas.

## Galeria de obras de arte

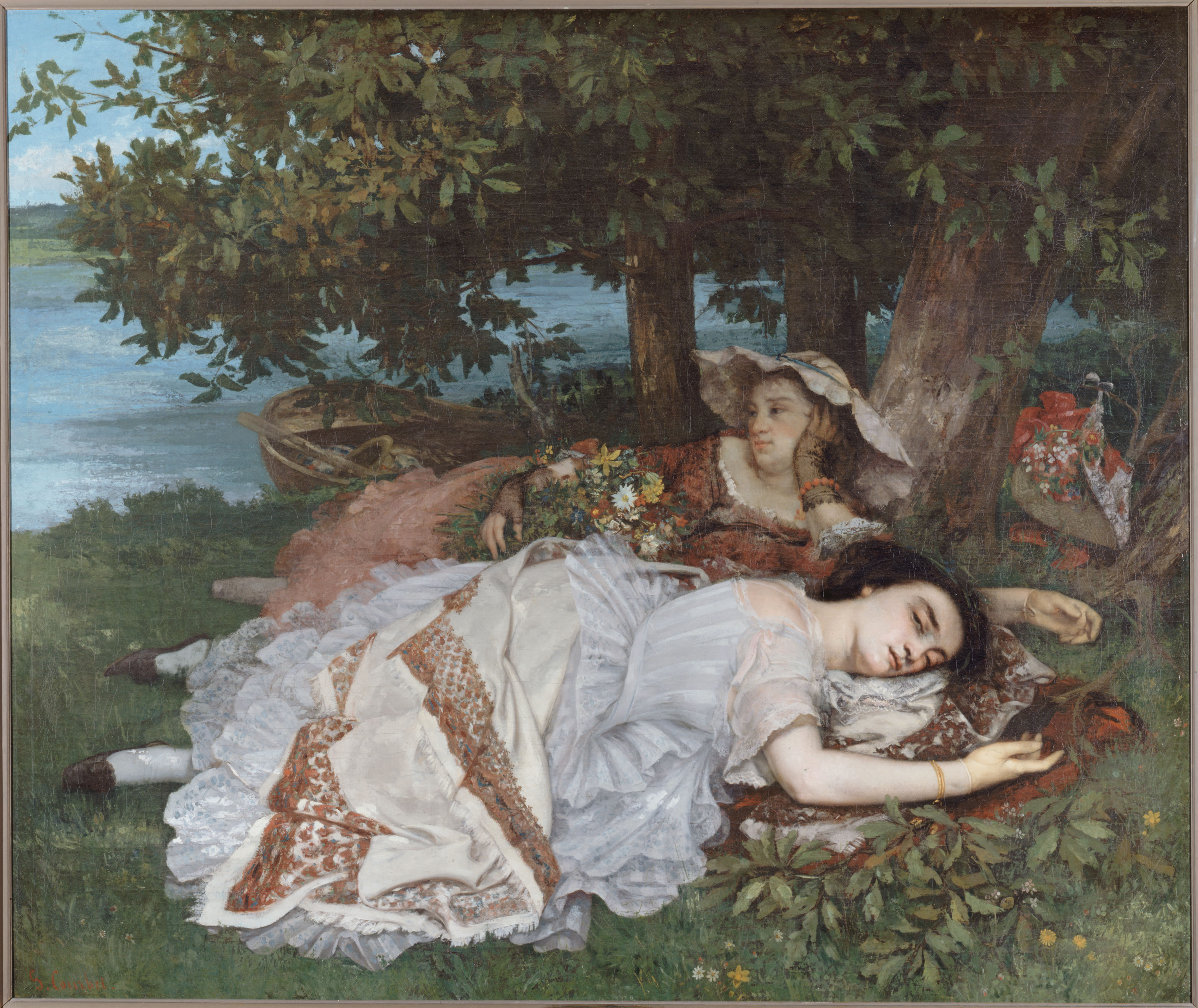
Courbet: Moças junto ao Sena
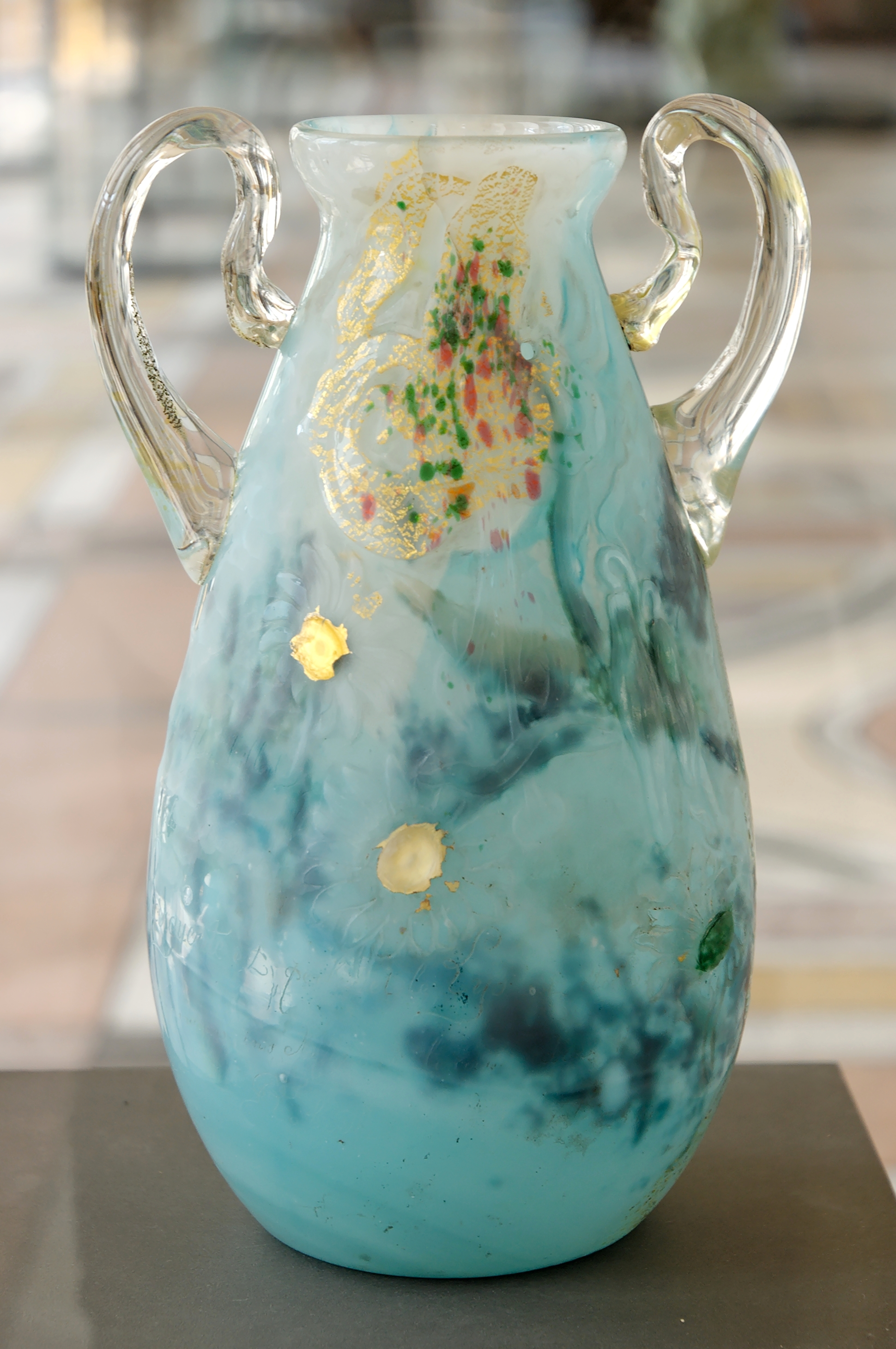
Vaso Gallé
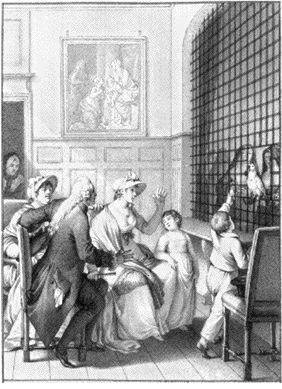
Moreau le jeune: Parlatório
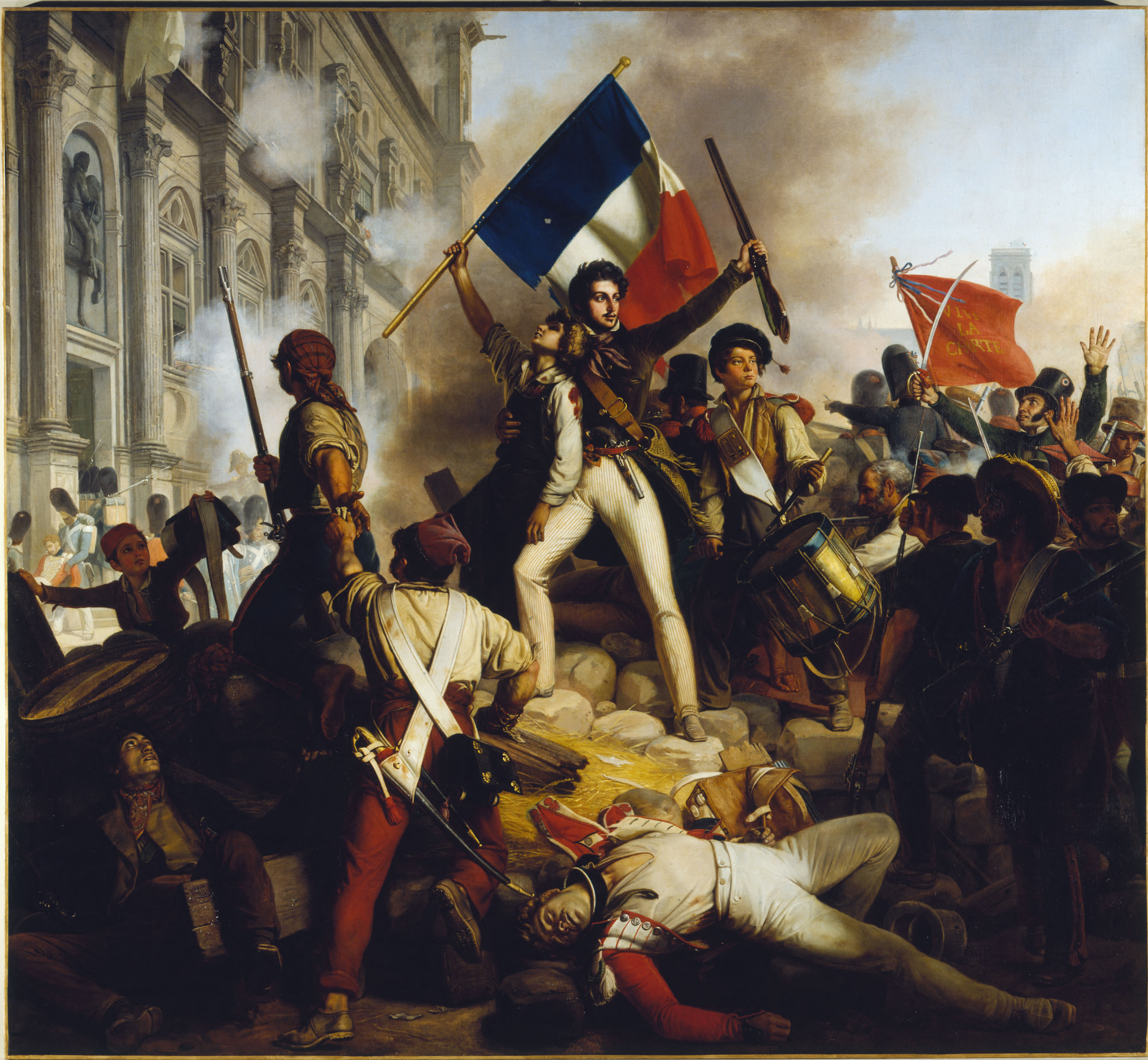
Schnetz: Revolução de 1830
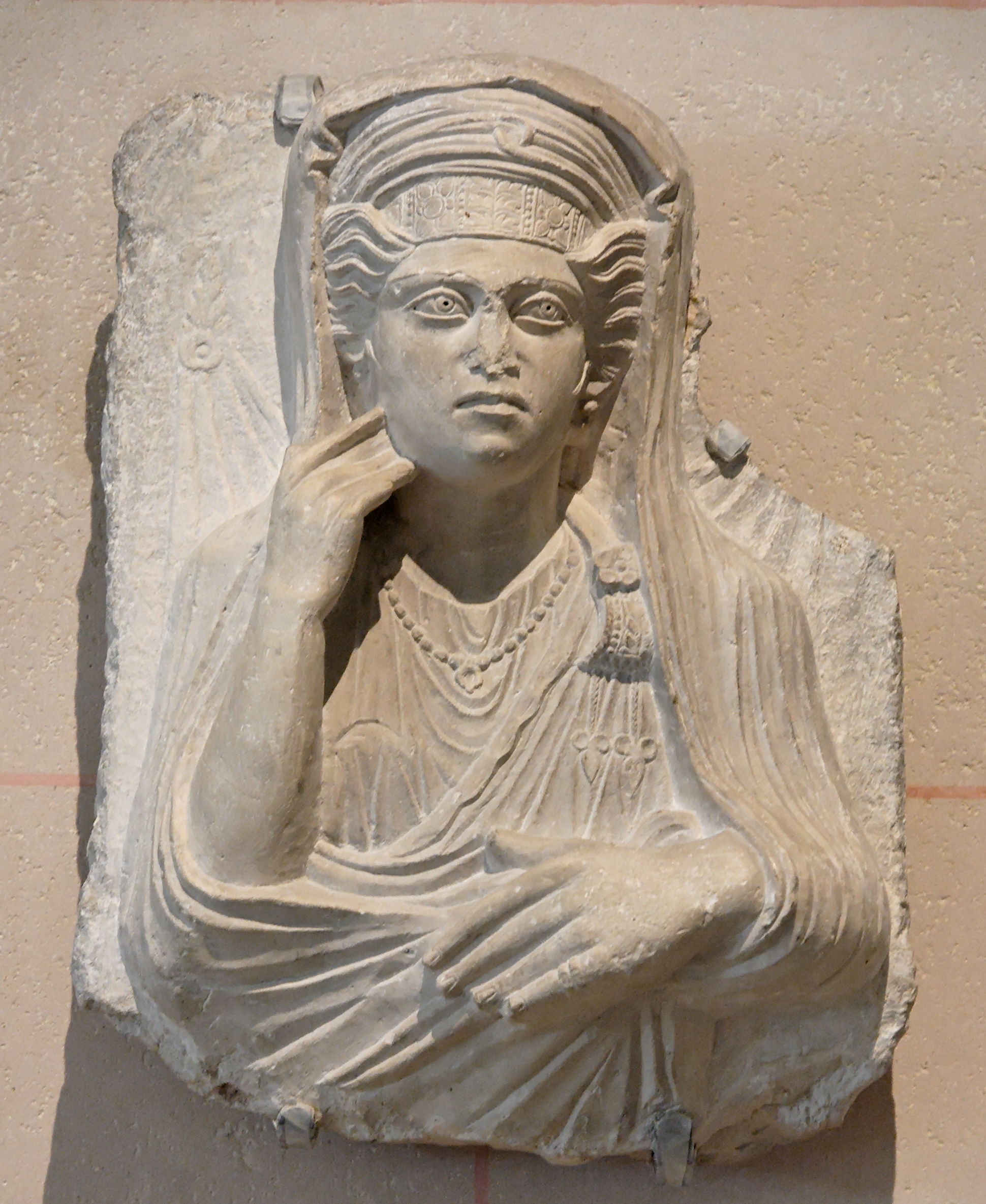
Estela funerária de Palmira, século II
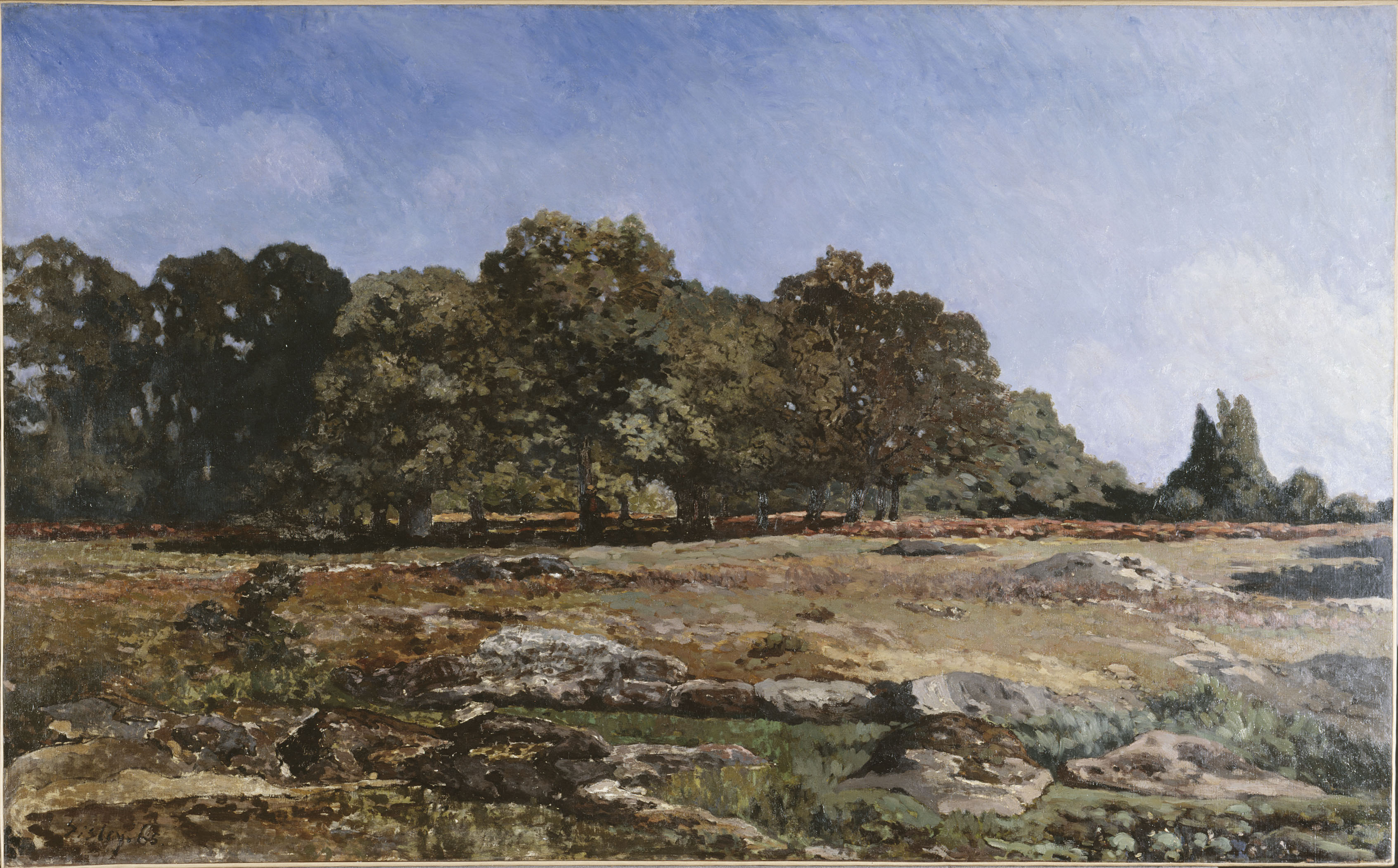
Sisley: Avenida das Castanheiras perto de La Celle-Saint-Cloud
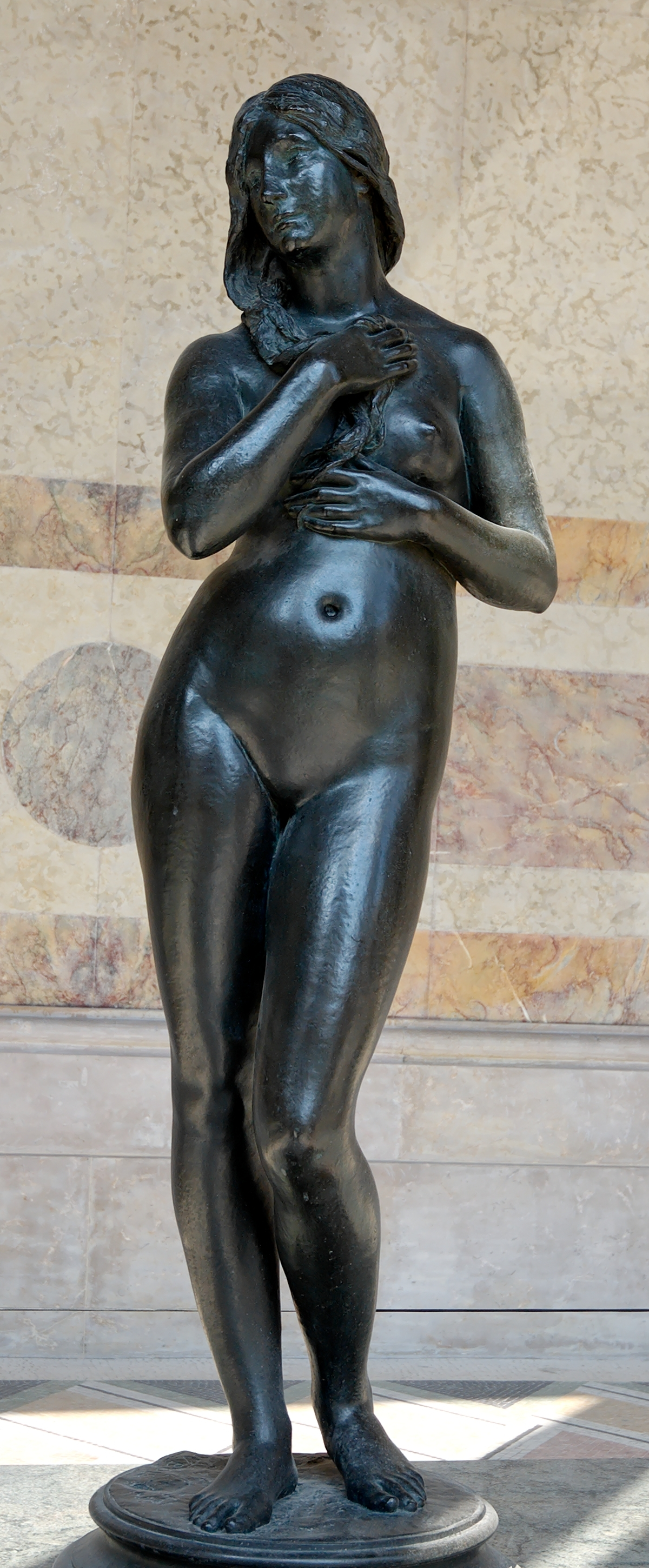
Dubois: Eva nascente
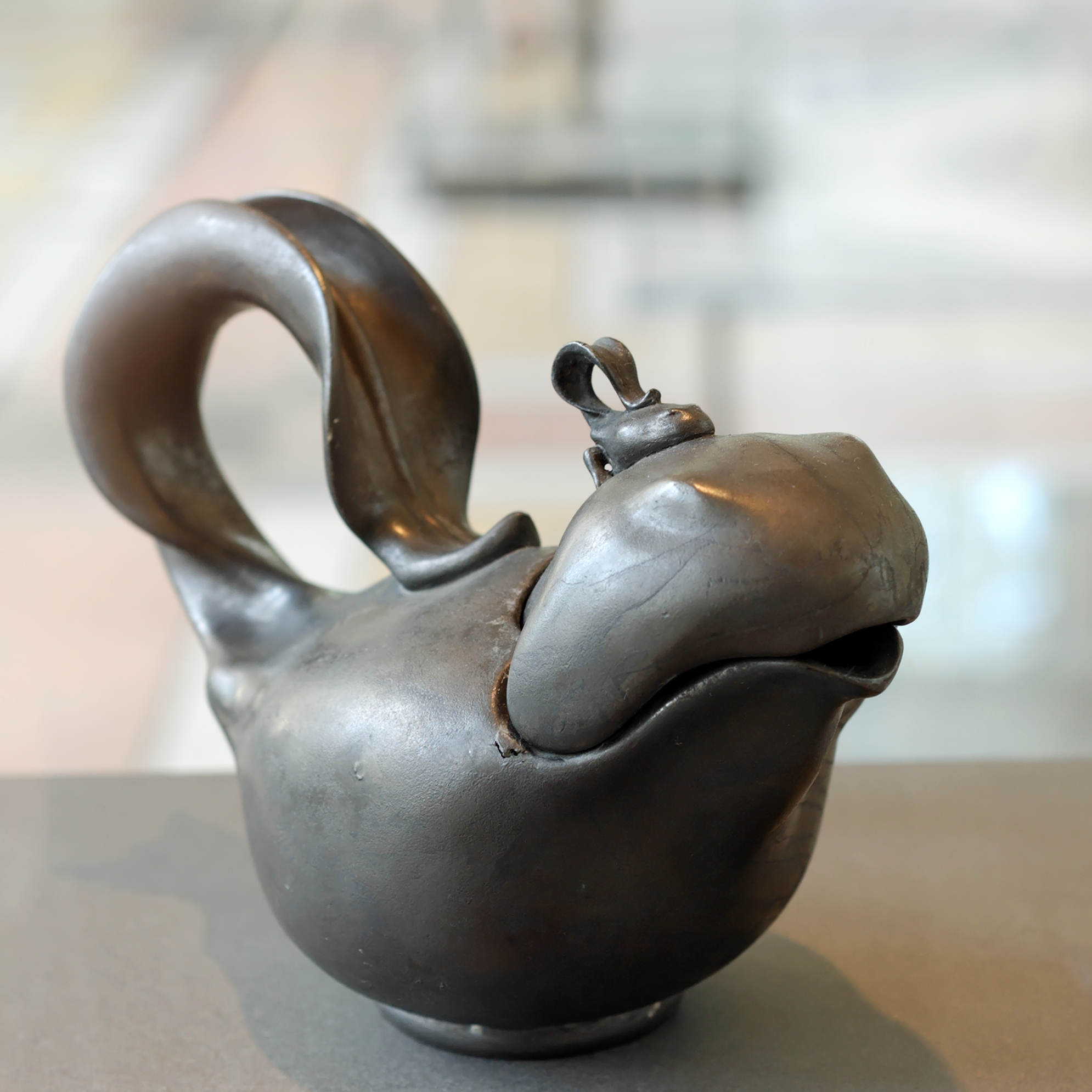
Massignon: Bule de chá Le Têtard
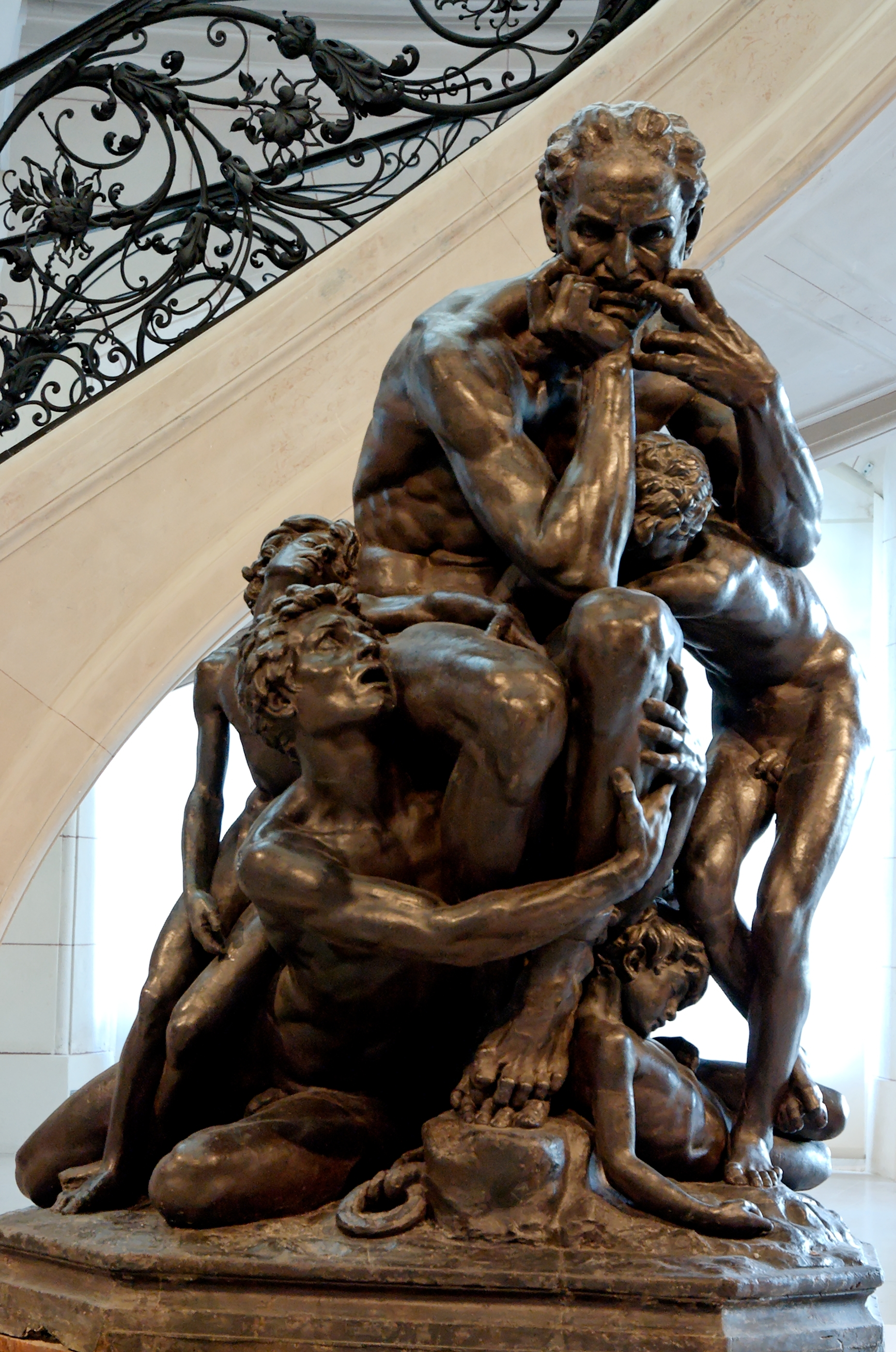
Carpeaux: Ugolino e seus filhos
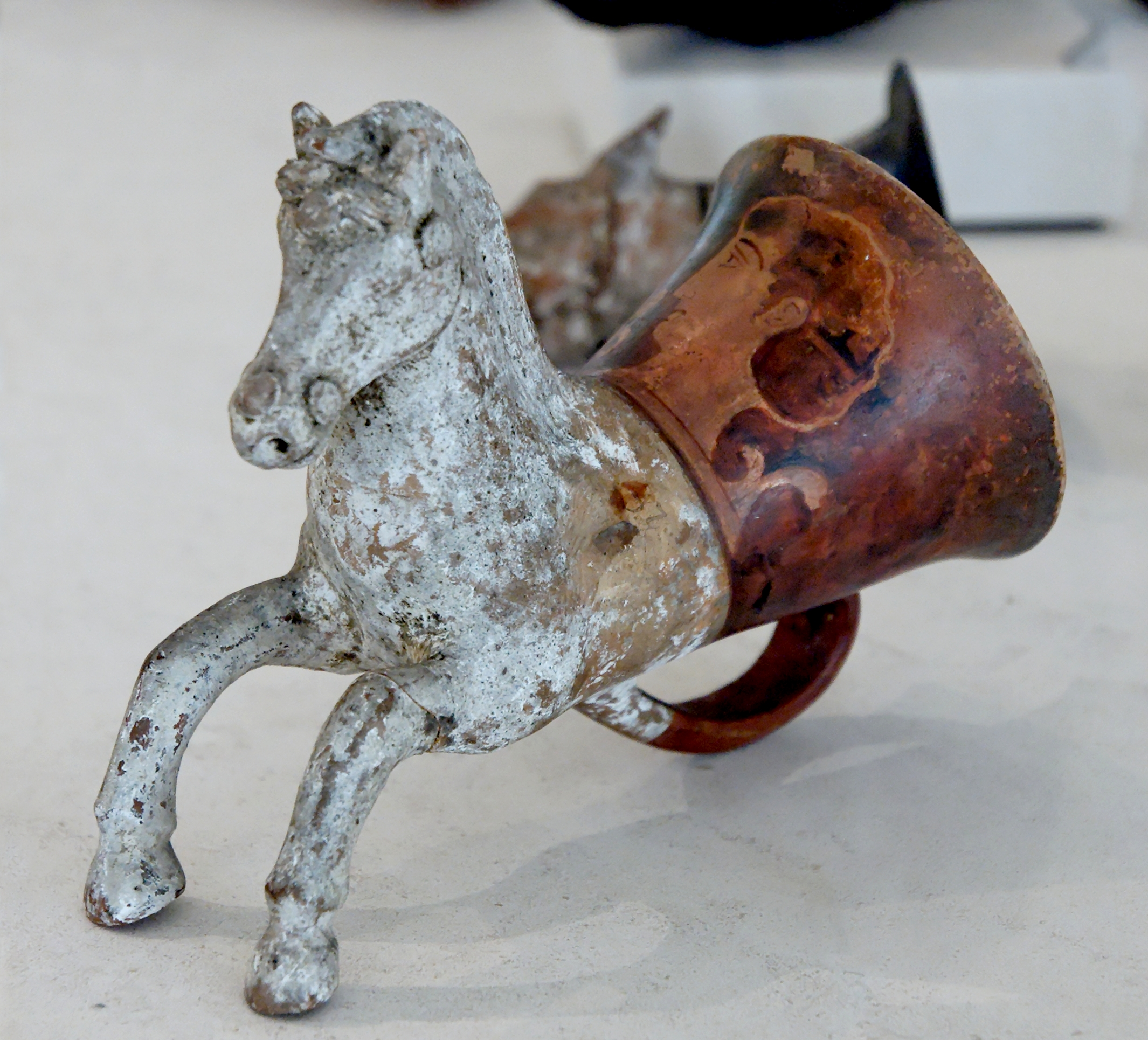
Cavalo em terracota, Campânia, século IV
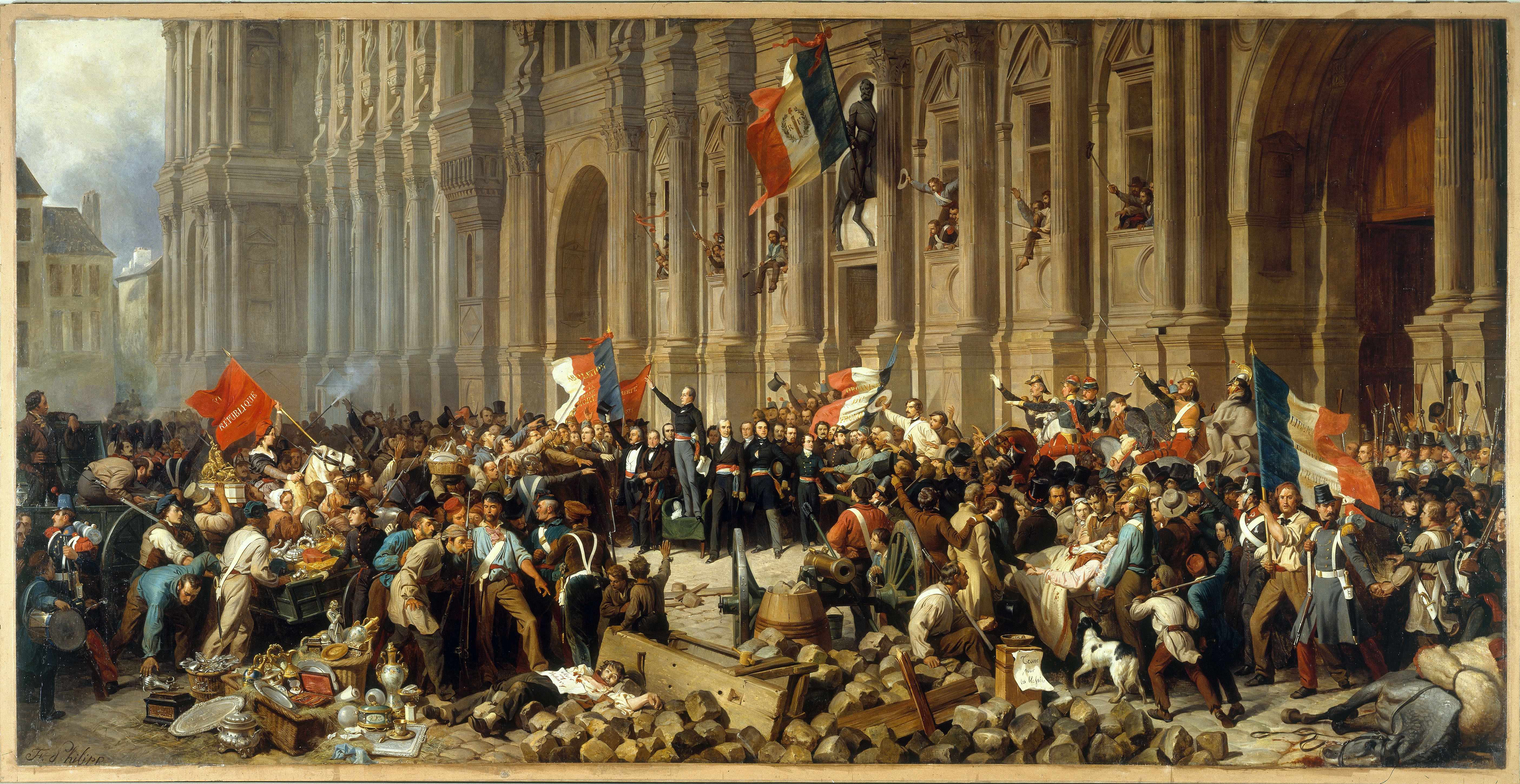
Philippoteaux: Lamartine rejeitando a bandeira vermelha
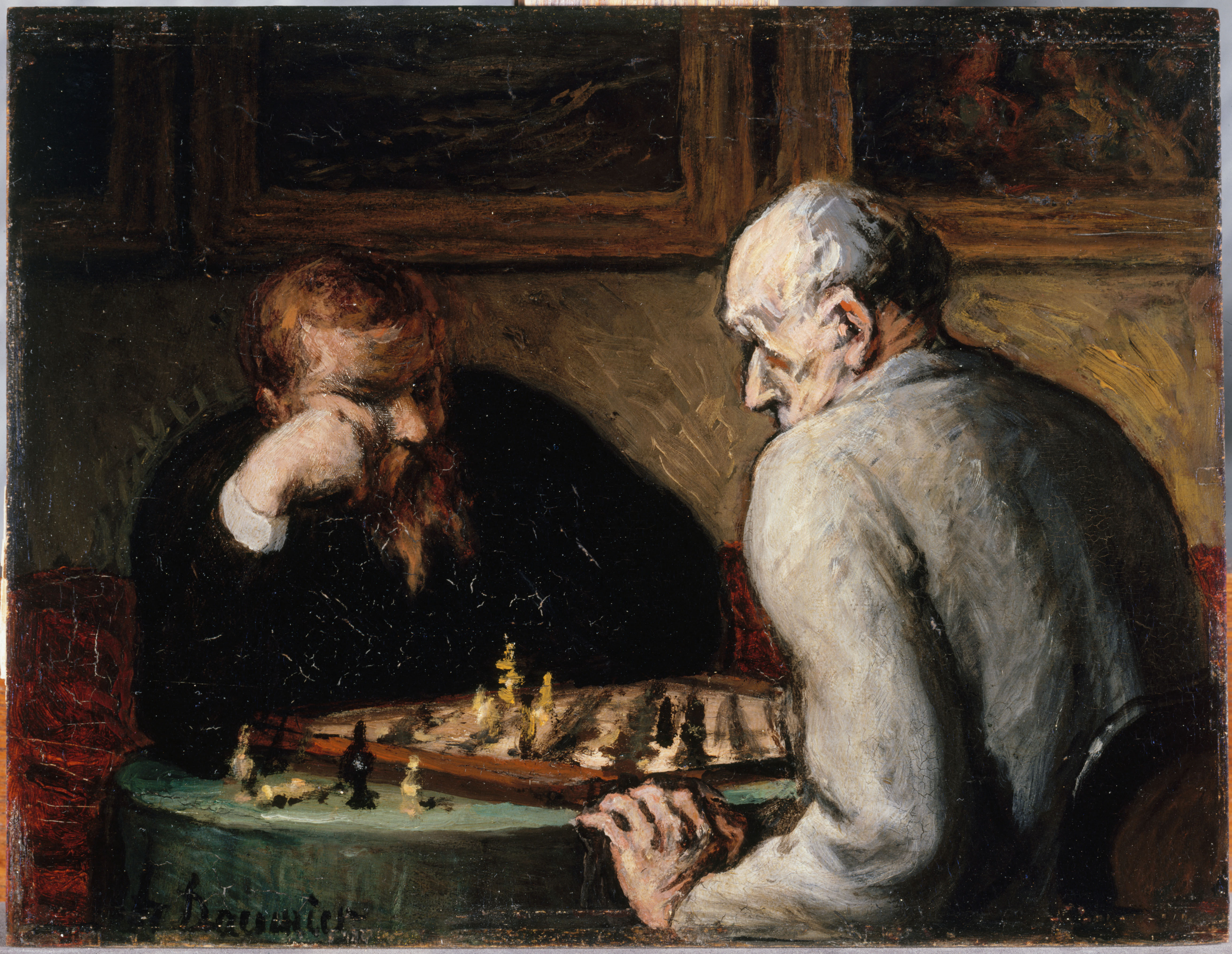
Daumier: Jogo de xadrez

## Algumas grandes exposições
- 1955 - Artistes étrangers en France (Artistas estrangeiros em França), com obras de Alkis Pierrakos, Geneviève, Nína Tryggvadóttir, Zaven Hadichian e Paul Jenkins, entre outros).
- 1967 - Les trésors de Toutankhamon (Os tesouros de Tutancâmon). Organizada pelo egiptólogo Christiane Desroches Noblecourt, a exposição auxiliou na salvaguarda dos templos da Núbia, entre os quais Abul-Simbel, ameaçados de desaparecer pela construção da Barragem de Assuão. O conceito de Património da Humanidade emergia então. A exposição, que relançou a paixão francesa pelo Egito, duraria mais de seis meses e receberia cerca de 1.2 milhões de visitantes.

## A renovação
Entre Janeiro de 2001 e junho de  2005, o Petit Palais esteve fechado para renovação. A responsabilidade dos trabalhos esteve assegurada pelo Atelier d'architecture Chaix & Morel et associés.
O Petit Palais reabriu as portas ao grande público no dia 10 de Dezembro de 2005, expondo trabalhos de três fotógrafos: Flora, Patrick Tourneboeuf e Bruno Delamain.
|  |  |  |  |

Espaços de exposição suplementares foram criados no rés-do-chão (22 000 m² no total), com as reservas relegadas para o sub-solo.
A exposição permanente está exposta à esquerda da entrada, as temporárias à direita.
|  |  |  |  |

Entre as duas alas, ao fundo do jardim, um café permite refrescar-se. As janelas dos espaços de exposição e os vitrais das colecções permanentes foram devolvidos à sua iluminação natural. Os gabinetes situam-se por cima das exposições temporárias.
Um anfiteatro foi criado no rés-do-chão, abaixo do jardim. 
|  |  |  |  |